# Šventybrastis
Šventybrastis es una pequeña localidad en Lituania, la parte norte de municipio de Kėdainiai. Es ubicada en la orilla izquierda del río Nevėžis, en la desembocadura de su afluente arroyo Brasta. Localidad es accesible por una ruta local Vilainiai-Krekenava. Por el censo de año 2001, Šventybrastis tiene 169 habitantes.
Hay una iglesia vieja (construida en 1744), el punto medicinal, una biblioteca y un club de cazadores.
También hay el cementerio de los revolucionarios de revuelta 1863 y la tumba de los abuelos de Czeslaw Milosz. En la orilla de río Nevėžis ubica el monumento para la independencia lituana, construido por Kostas Rameika en 1937 y restaurado en 1989. Cerca de iglesia son cuatro robles muy viejos que son proclamados como el monumento natural. 

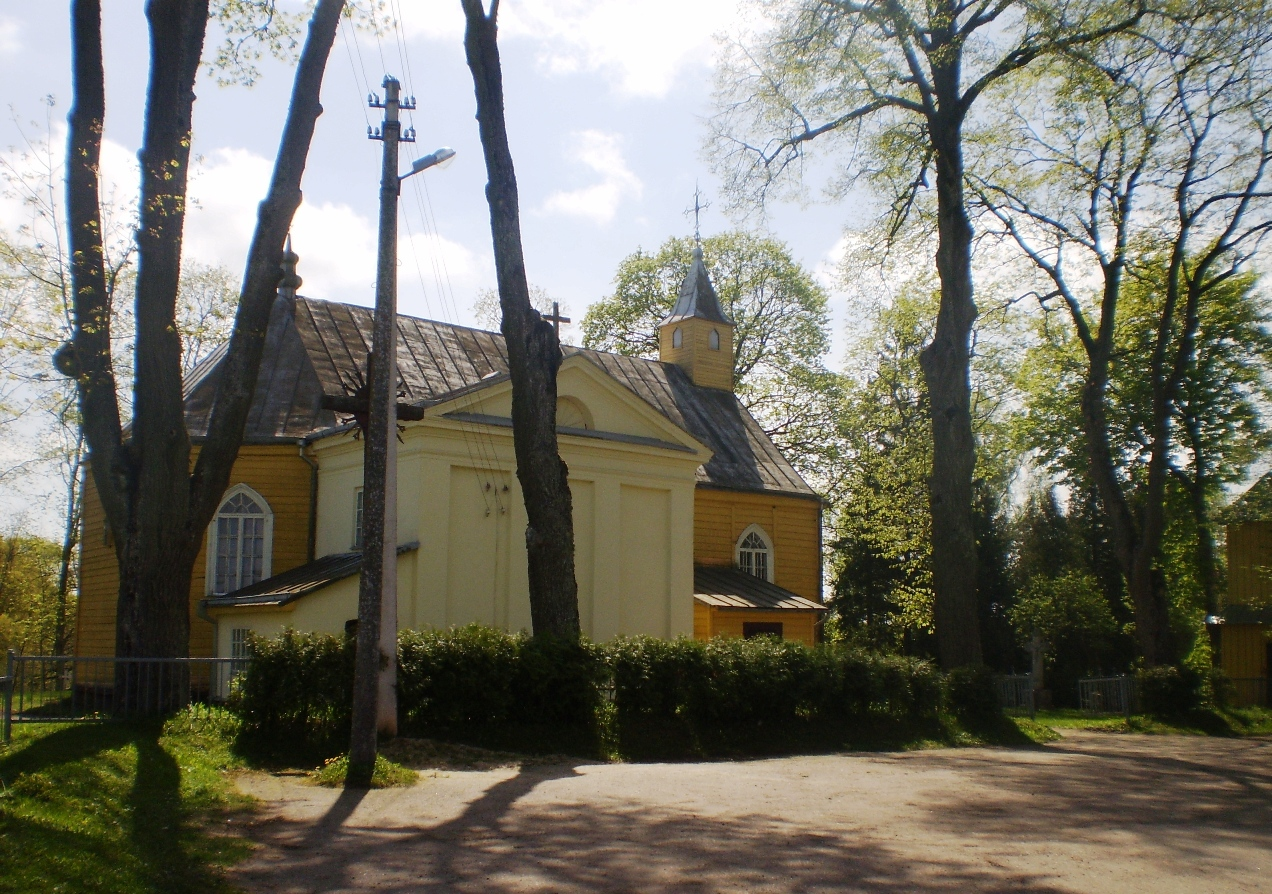
Iglesia

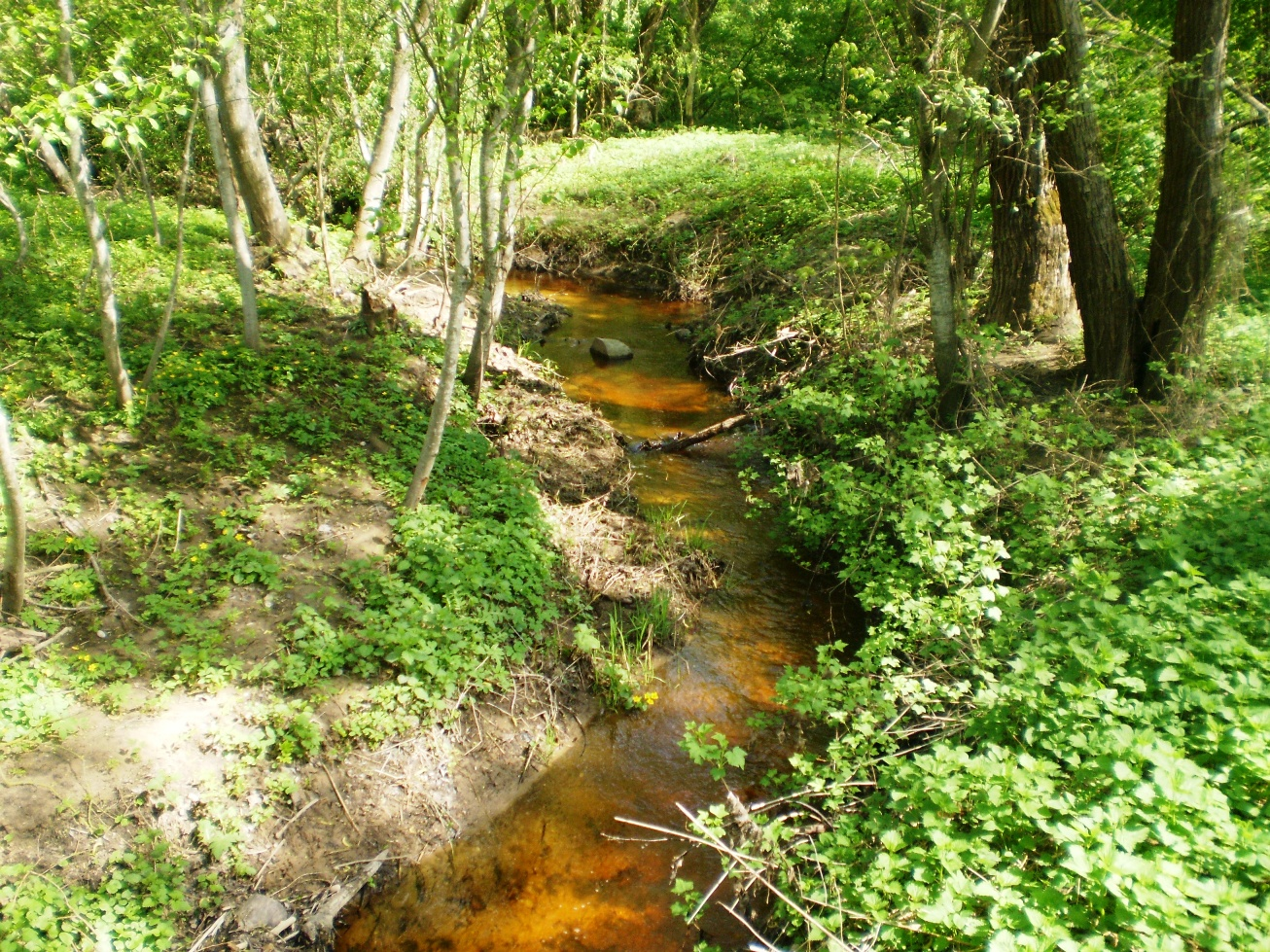
Arroyo Brasta

## Historia
La nombre de Šventybrastis significa «el vado sagrado». Como cuenta una leyenda, en la colina donde ahora es la iglesia, mucho tiempo atrás fue un templo pagano. En este lugar rodeado de los robles llameó el fuego eterno. De verdad, histórico Jan Dlugosz contaba que en los tiempos del bautismo de Lituania cristianos destruyeron un templo grande en la orilla de río Nevėžis.
- Wikimedia Commons alberga una categoría multimedia sobre Šventybrastis.

- Datos: Q3500109
- Multimedia: Šventybrastis / Q3500109